# Tillandsia matudae
Espèce
Classification phylogénétique
Tillandsia matudae L.B.Sm. est une plante de la famille des Bromeliaceae.
Le terme matudae/matudai est une dédicace à Eizi Matuda, botaniste mexicain d’origine japonaise, collecteur de la plante.

## Protologue et Type nomenclatural
Tillandsia matudae L.B.Sm., in Contr. U.S. Natl. Herb. 29(7): 278, fig. 3 (1949) (pro « matudai »)
Nb : la correction de matudai en matudae, suivie ici car usuelle et appliquée par l’IPNI, est très discutable si l’on se réfère aux règles de l’ICBN (cf.).
Diagnose originale :
« Acaulis; foliis inflorescentiam multo superantibus, vaginis haud inflatis, laminis acuminatis; inflorescentia digitata subpenduIa; bractearum primarium vaginis quam spicis brevioribus; bracteis florigeris imbricatis, sepala superantibus; sepalis liberis; staminibus inclusis. »
Type :
- leg. E. Matuda, n° 5811, 1945-06-09 ; « by carriage-road between Conitán and Amatenango del Yalle, State of Chiapas, Mexico, altitude 2,100 meters », « Camino carretera entre Comitan y Amatenango del Valle, 2100 m. » ; Holotypus GH (GH 6014)
- leg. E. Matuda, n° 5811, 1945-06-09 ; « Camino carretera entre Comitan y Amatenango del Valle. 2100 m. México » ; Isotypus MO (MO-2198606)
- leg. E. Matuda, n° 5811, 1945-06-09 ; « Mexico. Chiapas. Camino Carretera entre Comitan y Amatenango del Valle. 2100 m. » ; Isotypus US National Herbarium (US 00091062)

## Synonymie
(aucune)

## Écologie et habitat
- Typologie : plante en rosette acaule monocarpique vivace par ses rejets latéraux ; épiphyte[2],[3].

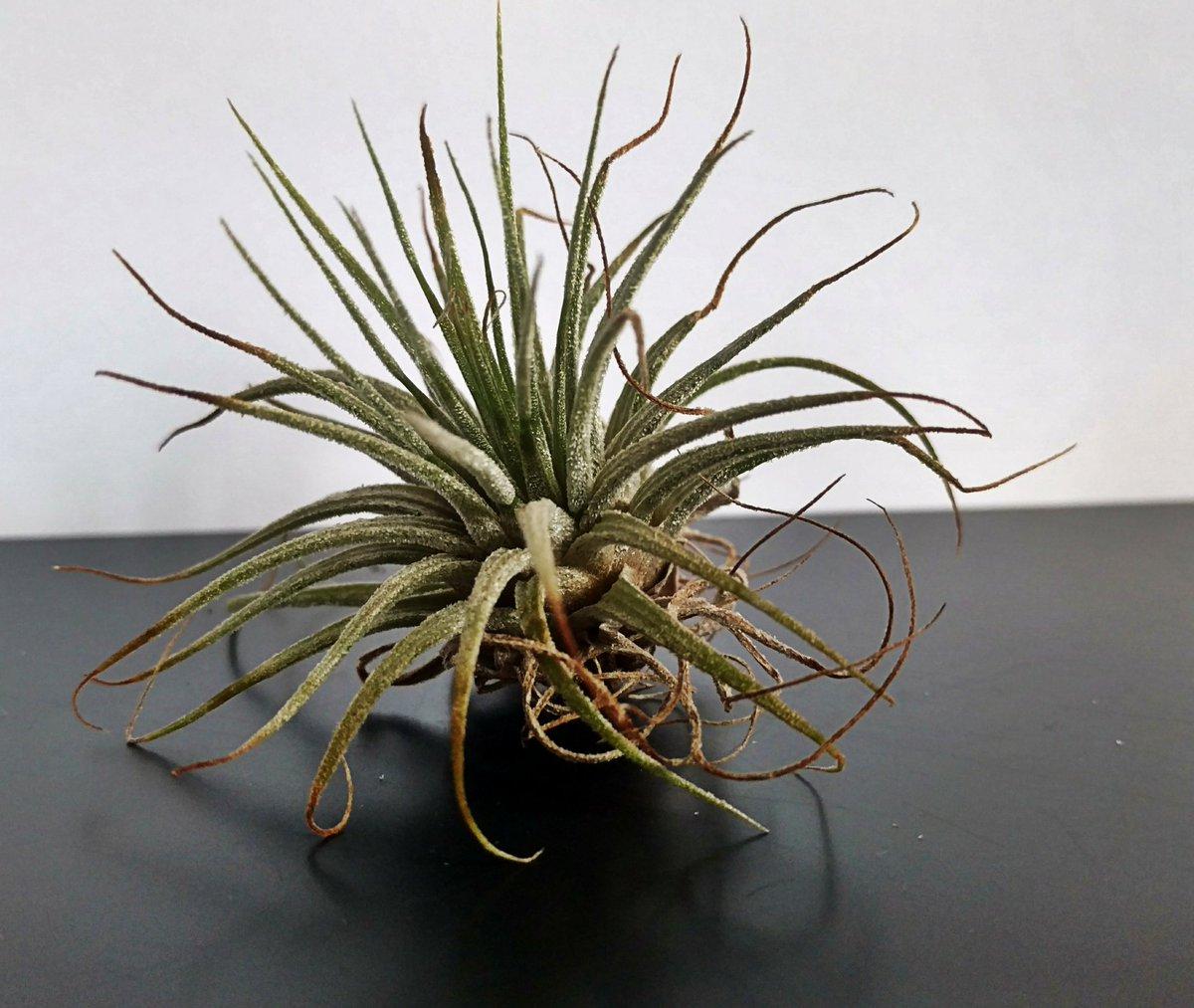

- Habitat : sur Cupressus[2].
- Altitude : 2000-2200 m[2],[3].

## Distribution
- Amérique centrale :
  -  Mexique[3]
    - Chiapas[1],[2]